# Necrópolis de San Carlos Borromeo
La Necrópolis de San Carlos Borromeo también llamada Cementerio de San Carlos Borromeo o simplemente Cementerio de San Carlos es un espacio para sepulturas que está ubicado en la localidad de Matanzas, en la provincia homónima en la isla y nación caribeña de Cuba. Fue inaugurado el 2 de septiembre de 1872 ocupando un espacio de aproximadamente 13,5 Hectáreas. Es el tercero más importante de Cuba en cuanto a valor patrimonial, tanto por su arquitectura, como por las personalidades que ahí encontraron su última morada.

## Personalidades
Las siguientes personalidades están enterradas en la Necrópolis de San Carlos Borromeo:
- Joseph Marion Hernández  (1793-1857), congresista estadounidense
- José Jacinto Milanés (1814-1863), escritor
- Bonifacio Byrne (1861-1936), poeta
- Fernando Heydrich (1827-1903), escultor e ingeniero, fundador del Acueducto de Matanzas
- Miguel Faílde (1852-1921), músico[2]
- Alfredo Nicasio Heydrich Martínez (1862–1933), productor de Henequen en Cuba